# 埃氏宽瓣鲨
埃氏宽瓣鲨（学名：Haploblepharus edwardsii）是猫鲨科宽瓣鲨属下的一种鲨鱼，仅分布于南非附近的温带水域。埃氏宽瓣鲨是底栖鱼类，多分布于岩质或沙质海床上。其栖息的深度最浅可达潮间带，而最深则是水深130米处。该鱼一般可长到60厘米长。其身体上有数道边缘黯淡的亮橙色马鞍状条纹，背部密布有白色斑点。
在感受到威胁时，埃氏宽瓣鲨会蜷缩成一团，并用尾巴覆盖面部，因此在南非有“羞鲨”（Shyshark）和“甜甜圈”的俗名。该鱼主要以甲壳类、蠕虫和小型硬骨鱼为食。埃氏宽瓣鲨是卵生动物，母鲨会将卵囊放置于水下的礁石之中。该鱼由于其体型小而商业价值低，故常被渔民抛回海中。然而，由于其分布范围小且易受到栖息地破坏和过度捕捞的影响，IUCN将其评为“濒危”（EN）。

## 物种命名

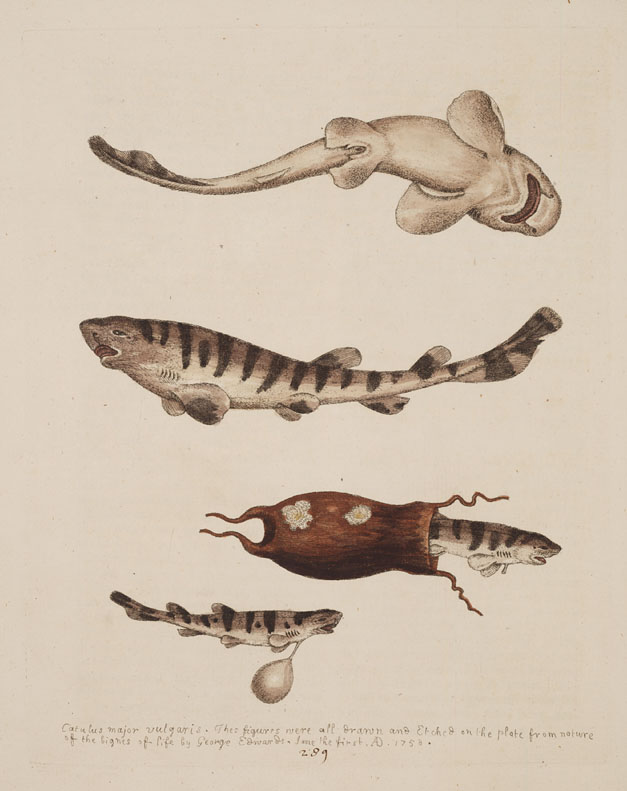
乔治·爱德华兹书中的插画

1760年，英国生物学家乔治·爱德华兹根据采集于好望角附近的标本描述了埃氏宽瓣鲨，并将称为Catulus major vulgaris。目前，这三具标本已遗失。1817年，法国博物学家乔治·居维叶根据爱德华兹的描述将该物种称为“Scyllium D'Edwards”，但他并未给出正式的二名法学名。1832年，德国生物学家弗雷德里克·西格蒙德·沃尔格特在将居维叶的著作翻译至德语时正式将该物种命名为Scyllium edwardsii。然而，2011年有学者发现瑞士生物学家海因里希·鲁道夫·辛茨早在1822年就已正式描述埃氏宽瓣鲨，故国际动物命名法委员会将该物种的命名人改为辛茨 。1913年，美国鱼类学家萨缪尔·格曼建立新属宽瓣鲨属并将埃氏宽瓣鲨划入其中，该鱼的学名也因此变为Haploblepharus edwardsii。
埃氏宽瓣鲨曾有“开普”和“纳塔尔”两个亚种，但后者在2006年独立成新物种纳塔尔宽瓣鲨。在英文学术文献中，该鱼常被称为“快乐的埃迪”（Happy Eddie），源于该鱼最初的命名人爱德华兹，而在民间也因该鱼会在遇险时蜷曲身体并遮住面部的习性将其称为“羞鲨”（Shyshark）和“甜甜圈（Doughnot）”。

## 种间关系
2006年开普敦大学的研究团队对彼时宽瓣鲨属的3种鲨鱼进行了线粒体DNA测序，结果显示埃氏宽瓣鲨是该属最为基干的一种，其姐妹群包含褐宽瓣鲨与白斑宽瓣鲨 。

## 外貌描述

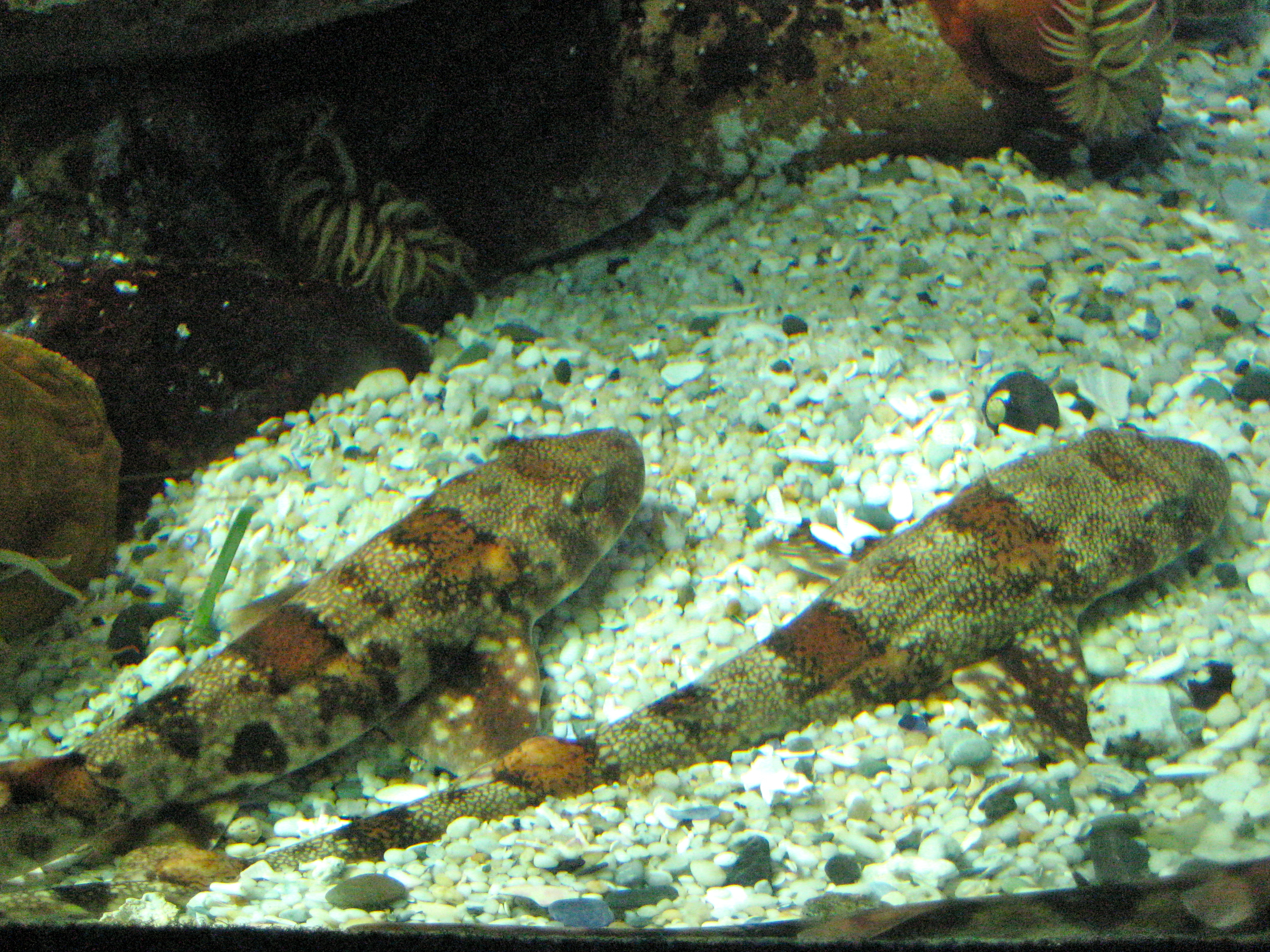
埃氏宽瓣鲨背部有明显的鞍状斑纹和白色斑点

埃氏宽瓣鲨比起其他同属物种要细长，其头部扁平，吻短且圆。该鱼眼大而椭圆，上有一层瞬膜，瞳孔如猫眼一样为裂瞳。埃氏宽瓣鲨的鼻孔非常大，前有连在一起的三角形皮肤，一直延伸至嘴部。其嘴小，上下颚两侧均有皱纹，内有牙齿27-33颗。不同性别的牙齿形状不同：雄性的牙齿较长，呈三角形；雌性的牙齿则是较短的五边形。少数个体会长出一条软骨连接下颚两侧，使其牙齿的分布更为平均并进而强化其咬合力。
埃氏宽瓣鲨有鳃裂五瓣，位于身体偏上的位置。其背鳍、腹鳍和臀鳍大小相仿。该鱼背鳍位置极靠后，两片分别位于腹鳍和臀鳍最前端之后。其胸鳍宽平，尺寸中等；尾鳍长度约为体长五分之一，为上歪尾，上叶末端有一道非常深的凹痕。其皮肤厚，覆盖有叶状的钙质鱼鳞。埃氏宽瓣鲨的背部为深浅不一的褐色，上有8-10条明黄色至红褐色的马鞍状条纹和大量白色斑点。埃氏宽瓣鲨一般可长到60厘米，最大长度则是69厘米。厄加勒斯角以西的个体相比其他海域的个体体型较小，最多只能长到48厘米。

## 物种分布
埃氏宽瓣鲨仅分布于南非附近的大陆架海域，西至西开普省的朗厄班，东至阿尔哥亚湾西岸，早先在北至德班附近海域出现的记录则很可能是误判。该鱼是底栖鱼类，多生活在沙质或岩质的海床上。在越偏东北的海域，埃氏宽瓣鲨会分布于更深的水深。例如在开普敦外海埃氏宽瓣鲨栖息的水深为0-30米，而在夸祖鲁-纳塔尔省海域该鱼则生活于40-130米水深处。这一现象可能是由于其偏好冷水所致。

## 生态与习性

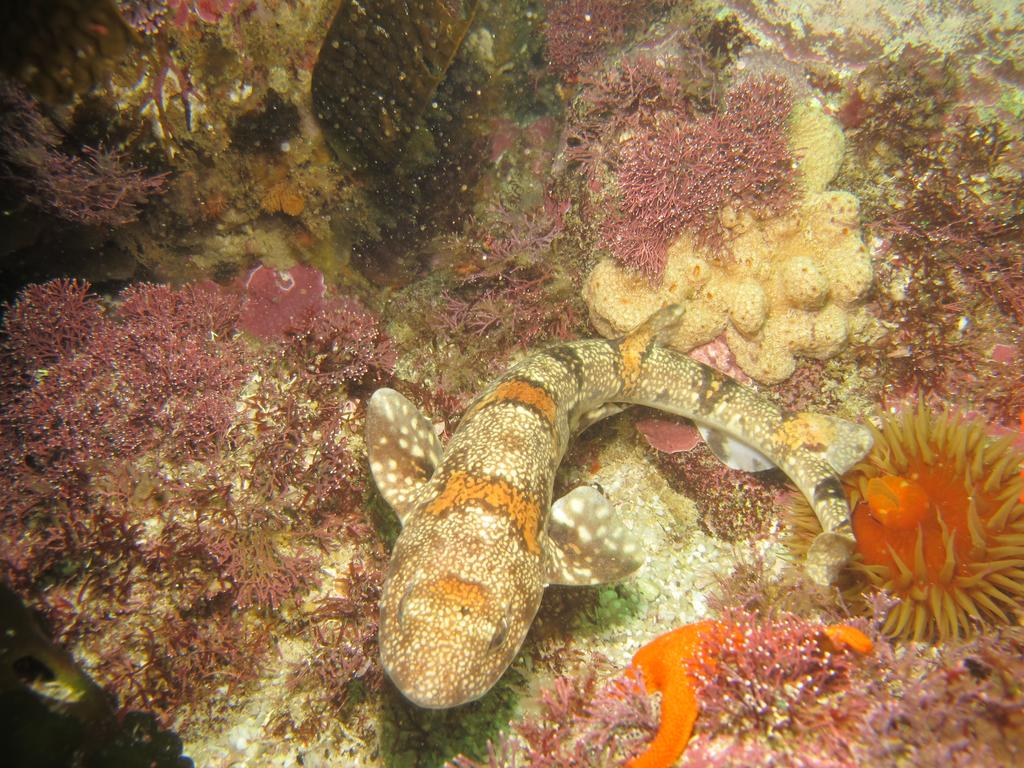
埃氏宽瓣鲨是一种行动迟缓的底栖鱼类

埃氏宽瓣鲨在其狭小的分布范围内较为常见。该鱼移动缓慢，常躺在海床上不动 。埃氏宽瓣鲨有群居习性，会与同类一起在海床上休息。

### 捕食

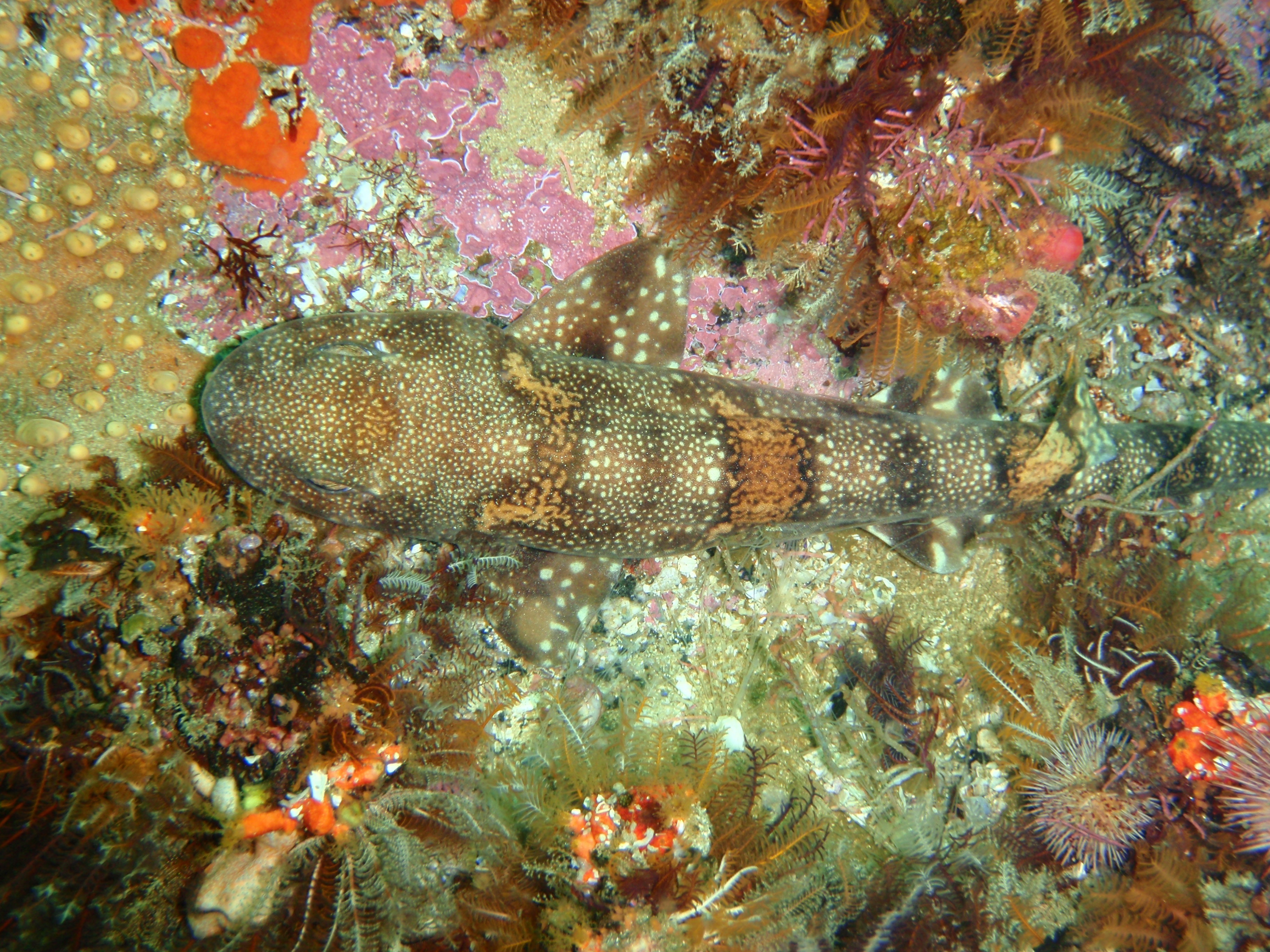
开普敦附近海域的一条埃氏宽瓣鲨

该鱼为不挑食的掠食者，长有利于紧咬猎物的牙齿。其猎物种类多种多样，包括虾、蟹、鳌虾、蝦蛄和寄居蟹等甲壳类、鲹、鳀鱼和鰕虎鱼等硬骨鱼类、鱿鱼等头足类和管虫，亦会食用鱼类的下水。总的来说，该鱼最主要的猎物是甲壳类，其次则是硬骨鱼。不同性别的个体亦会偏好不同的猎物：雄性会捕食更多的管虫，而雌性则会捕食更多的甲壳类。曾有人目击其通过扯断对方腕足的方式攻击普通章鱼。

### 天敌与寄生虫
该鱼的天敌主要是扁头哈那鲨之类的大型鱼类。非洲毛皮海狮会捕捉埃氏宽瓣鲨并将其抛至空中或是撕咬该鱼以取乐。埃氏宽瓣鲨在这一过程中常会受伤甚至死亡。非洲毛皮海狮可能会吃下掉落的肉块，但很少会吞下整条鲨鱼。目前已知黑背鸥会在海狮玩耍时窃走被抛至空中的鲨鱼。当感受到威胁时，埃氏宽瓣鲨会立刻蜷缩成一团，并用尾巴盖住面部，这一行为可能是为了让自己更难被天敌吞下。此外，在人工环境下两种峨螺Burnupena papyracea和 B. lagenaria会食用埃氏宽瓣鲨的卵囊。
该鱼的寄生虫包括寄生于血液内的锥虫Trypanosoma haploblephari、寄生于肠道中的线虫Proleptus obtusus和寄生于体表的桡脚类Charopinus dalmanni 与Perissopus oblongatus。此外，有一等足类Gnathia pantherina的幼体会寄生于该鱼的鼻孔、鱼鳃与嘴中。该种寄生虫的口器可扎入宿主体内并使周围组织严重受损，令宿主流血、发炎。

### 生命周期

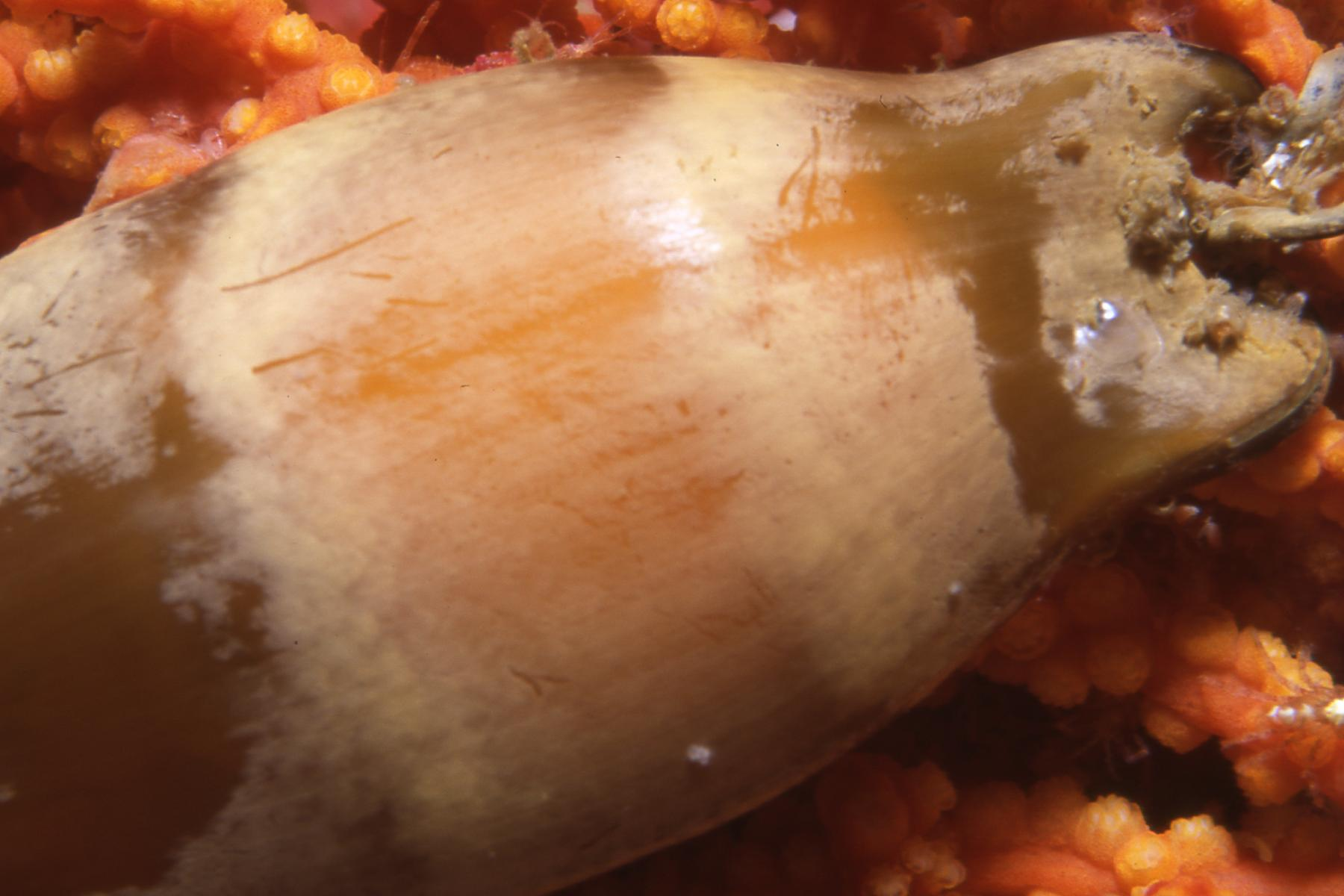
埃氏宽瓣鲨的卵囊颜色与其他宽瓣鲨不同

埃氏宽瓣鲨是卵生物种，全年皆会繁殖。每次母鲨会产下1-2枚卵囊，并将其黏着于海扇等垂直结构上。其卵囊为棕色，上有贯穿整个卵囊的白色斑纹，在两端有黏着的卷须状物，外壁薄且有毛绒质感。埃氏宽瓣鲨的卵囊略小于其他同属物种，长3.5-5厘米，宽1.5-3厘米。鱼苗会在3个月后孵化，此时体长约9厘米。埃氏宽瓣鲨成年时的体长为35-55厘米之间，且会随海域不同而变化，如其生活于其分布范围东部深水的个体就会比西部浅水中的个体长得更大。埃氏宽瓣鲨平均寿命为7年左右，而最大寿命则至少为22年。

## 与人类之间的关系
埃氏宽瓣鲨对人类无害，甚至可被人用手抓住。该鱼虽由于体型小而商业价值极低，但在错湾和莫塞尔湾至东伦敦之间的海域常被拖网渔船意外捕获。渔民一般会将其抛回海中，而钓得埃氏宽瓣鲨的游钓客则一般会将其放生或作为杂鱼杀死。目前，该鱼只在少数地区有小规模的商业捕捞，一般是用作观赏鱼或是捕捉龙虾的诱饵。由于其狭小的分布范围内捕鱼活动频繁，埃氏宽瓣鲨的种群数量自1990年代以来下降了近90%，IUCN将其评为“濒危”。